# Strange Fruit: Een Queercollectief
Strange Fruit was een Nederlands queercollectief dat van 1989 tot 2002 in Nederland actief was. Hun voornaamste doel was om zichzelf en hun gemarginaliseerde positie in de maatschappij te benadrukken en dit idee te doorbreken. Ze focuste zich specifiek op het ondersteunen van mensen uit hun eigen gemeenschap, zonder enige vorm van hiërarchie. Ze maakte gebruik van creatieve vormen van gespreksvoering, activisme, kunst en poëzie. Hiermee hoopte ze verandering teweeg te brengen. Met hun activisme waren ze baanbrekend binnen Europa.

## Geschiedenis
Strange Fruit is ontstaan in Amsterdam in 1989 en is opgericht door moslim- en Afro-Caraïbische jongeren die zich gemarginaliseerd voelden binnen de samenleving waarin ze leefden. Hoewel Amsterdam vaak wordt gezien als een progressieve stad voelden veel mensen van kleur en migranten zich gediscrimineerd binnen de homogemeenschap. Strange Fruit speelde daar op in door veilige ruimtes te creëren voor queer moslims en mensen van kleur, die ook de kern van actieve leden binnen de organisatie vormden.
Strange Fruit nam een niet-hiërarchische zelfhulpbenadering aan. Ze hielden zich niet aan de idealen van het COC maar bedachten een eigen structuur. Iedereen was compleet gelijk aan elkaar, er was ook geen verschil tussen leden en mensen van het bestuur. Strange Fruit begon als een grass-roots beweging zonder formele structuur en werd het later een onafhankelijke stichting.
De groep bood een breed spectrum aan ondersteuning op het gebied van hiv-/aids-bewustzijn. Ze organiseerden wekelijkse discussies over veilige sekspraktijken, aids-educatieseminars en aids-bewustmakingsacties gericht op clubs die bezocht worden door  homoseksuele mensen van kleur.

In Nederland waren er ook andere organisaties die voorlichtingen over aids organiseerden, maar Strange Fruit vond deze aanpak "te Nederlands":
Allochtonen praten niet makkelijk over seksualiteit. Je moet eerst een intieme sfeer creëren. Een paar stoelen in een zaal en hup, vertellen maar, dat werkt niet.
In 2018 organiseerde IHLIA een tentoonstelling genaamd Nos Tei, Papiaments voor 'wij zijn er' of 'wij bestaan'. Deze tentoonstelling liet zien hoe zwarte activisten en activisten van kleur in de afgelopen 40 jaar hun strijd hebben gevoerd en hoe zij dit hebben ervaren.